# Daniel Johnston
Pour les articles homonymes, voir Johnston.
Daniel Dale Johnston, né le 22 janvier 1961 à Sacramento (Californie) et mort le 11 septembre 2019 à Waller au Texas, est un auteur-compositeur-interprète américain de musique pop, folk ou rock, dans un style qualifié de lo-fi. Il est également dessinateur dans un style à mi-chemin de la bande-dessinée et des dessins d'enfants.
Son parcours, sa personnalité et ses albums atypiques lui confèrent un statut d'artiste culte auprès des auditeurs et des critiques.

## Biographie
Né le 22 janvier 1961 à Sacramento en Californie, petit dernier d'une fratrie de 5 enfants, il grandit dans une éducation puritaine,.
Daniel Johnston aurait commencé à écrire à l'aube des années 1980 des dizaines de chansons pour séduire une fille appelée Laurie, mais qui finira par épouser un croque-mort. La chanson My baby cares for the dead évoquerait cette mésaventure.
Vendeur dans un McDonald's, Daniel Johnston a l'ambition de devenir une vedette. Il enregistre ses premières chansons chez lui, sur des cassettes dont il fait des copies qu'il distribue. En général un de ses dessins était collé dessus. Entre deux extraits de dialogues de série télé ou de sa mère le sermonnant, il joue du piano et chante de sa voix adolescente des choses comme Grievances, Premarital sex, An idiot's end. Ses premiers essais sont réunis dans l'album Songs of pain, de 1981.
Il accède progressivement à la célébrité : MTV réalise un film-documentaire sur lui, et il se fait remarquer par des artistes comme Dead Milkmen, Mike Watt, Sonic Youth, ou les Butthole Surfers.
Il rejoint le label indépendant Shimmy Disc avec qui il sort deux albums studio. Il est souvent accompagné d'autres musiciens tels que des membres des Butthole Surfers et surtout Jad Fair, avec lequel il signe plusieurs albums (dont It's spooky).
À la fin des années 1980, diagnostiqué maniaco-dépressif, il fait plusieurs séjours en hôpital psychiatrique.
En février 1994, sa popularité lui permet de rejoindre une major, le label Atlantic Records, qui sort son album Fun, produit par Paul Leary de Butthole Surfers. Après l’échec commercial de cet album (5 800 ou 12 000 exemplaires vendus), Atlantic Records se sépare de Daniel Johnston en juin 1996.
Après de nouveaux problèmes de santé, il revient en 2001 avec l'album Rejected Unknown.
En 2004 sort la compilation The Late Great Daniel Johnston: Discovered Covered composée de deux CD : le premier composé de chansons écrites par Daniel et reprises par différents artistes comme Tom Waits, Beck, TV on the Radio, Jad Fair, Eels, Bright Eyes, Calvin Johnson, Death Cab for Cutie, Sparklehorse, Mercury Rev ou encore The Flaming Lips ; le second composé des versions originales enregistrées par Daniel Johnston.
En 2017, il annonce sa dernière tournée, où il est accompagné par Jeff Tweedy, Built to Spill, the Preservation All-Stars, the Districts, et Modern Baseball. Très inspiré par Daniel Johnston, J. Tweedy, le frontman de Wilco a déclaré : « Daniel a réussi à créer, malgré sa maladie mentale, pas à cause d’elle. Il a été honnête, sans attirer ouvertement l’attention sur lui. »
Daniel Johnston meurt le 11 septembre 2019, de ce qui semble être une crise cardiaque.

## Style musical

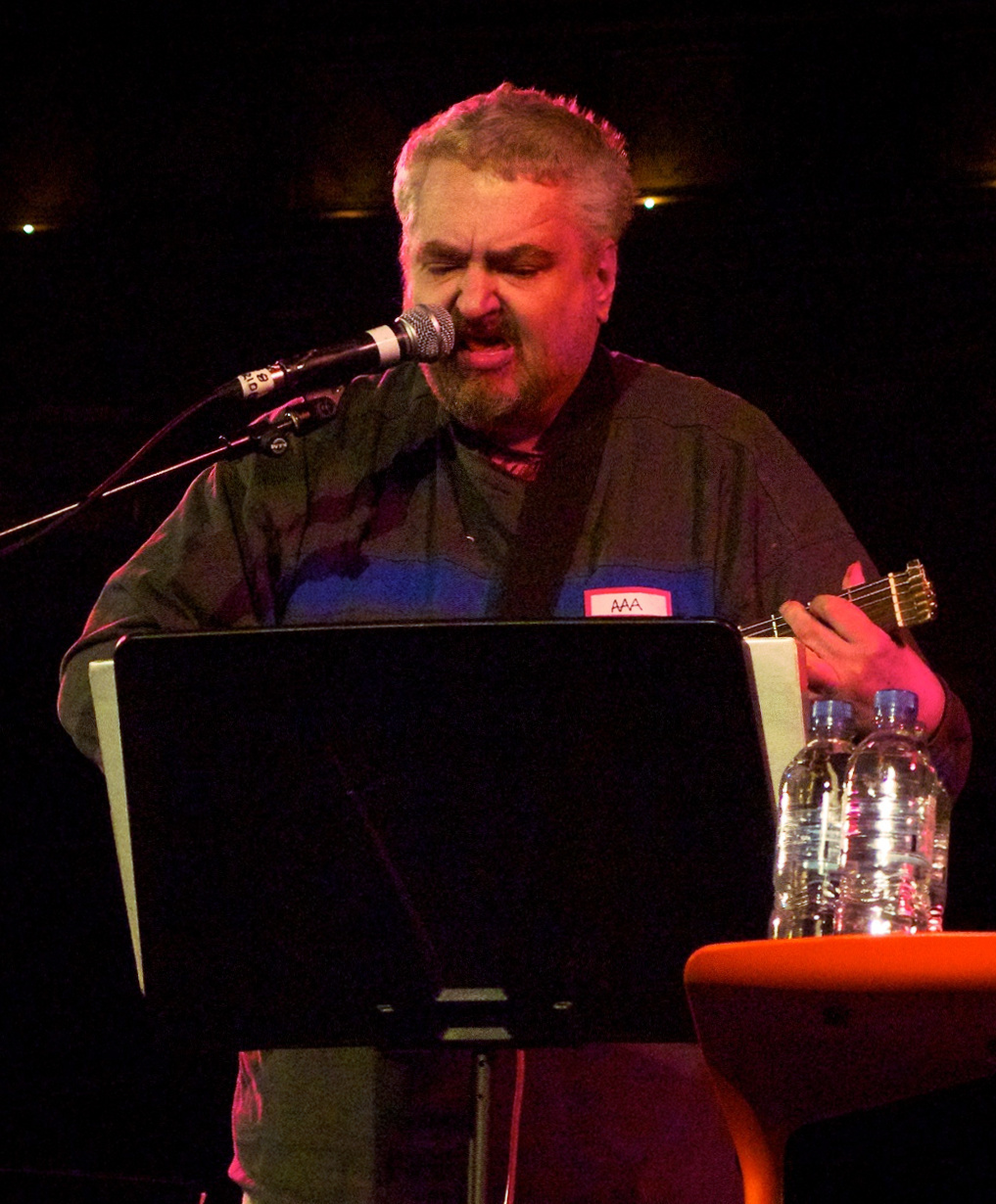
En concert en 2012.

Comme les Shaggs ou The Godz, Daniel Johnston chante « comme ça vient », même s'il possède une réelle maîtrise du piano. Derrière la fantaisie et l'humour, mais aussi une certaine crudité, ses chansons dégagent finalement une profonde émotion, un rare sentiment d'authenticité.
La lo-fi a parfois été décrite comme la version musicale de l'art brut, et c'est particulièrement vrai avec Daniel Johnston, à l'instar d'autres musiciens à fleur de peau tels que Syd Barrett ou Roky Erickson, auquel il rendra d'ailleurs hommage avec la complicité de Jad Fair (du groupe Half Japanese) sur la chanson I met Roky Erickson.
Il s'accompagne au piano, puis par la suite à la guitare.
De nombreux thèmes se retrouvent dans ses chansons : l'amour, le diable, la mort, King Kong, les Beatles, Captain America, Casper le gentil fantôme et les pompes funèbres.

## Dessin

Un de ses dessins à Austin (Texas).

Ses dessins au style enfantin sont inspirés de la culture populaire : super héros, bandes dessinées...
Il est exposé en 2006 à la Biennale du Whitney Museum à New York.

## Réception et notoriété
Dans ParisBouge, la rédaction donne cet hommage :

« Cultes pour tous les fans de pop lo-fi, Daniel Johnston a réalisé une improbable collection de chansons [...] Impossible de résumer sa carrière tourmentée en quelques lignes sans faire injure à son talent, la meilleure manière de comprendre son œuvre est d'écouter The Story of an Artist, une de ses plus belles chansons. Sur celle-ci, le perturbé songwriter, seul au piano chez lui, livre un texte touchant de simplicité et de justesse sur le statut de l'artiste, tout en jouant une mélodie belle à pleurer. »

Kurt Cobain le décrit comme le « meilleur songwriter de la terre », et porte régulièrement un tee-shirt Hi, how are you? en son honneur contribuant ainsi à sa notoriété.
D'autres artistes comme Sonic Youth, Beck, TV on the Radio, Butthole Surfers, Yo La Tengo, Tom Waits, Conor Oberst (Bright Eyes), Mark Linkous (Sparklehorse), Jean-Luc Le Ténia, Lana Del Rey font également partie de ses fans.

## Discographie
- Songs of Pain (Stress Records cassette, 1981)
- Don't Be Scared (Stress Records cassette, 1982)
- The What of Whom (Stress Records cassette, 1982)
- More Songs of Pain (Stress Records cassette, 1983)
- Yip/Jump Music (Stress Records cassette, 1983; CD Homestead, 1989)
- Hi, How Are You (Stress Records cassette, 1983; avec Continued Story Homestead, 1989)
- Retired Boxer (Stress Records cassette, 1984)
- Respect (Stress Records cassette, 1985; 10" Spain's Munster label)
- Continued Story avec Texas Instruments (Stress Records cassette, 1985; avec Hi, How Are You Homestead, 1989)
- Merry Christmas (Stress Records cassette, 1988)
- Live at South by Southwest (Stress Records cassette, 1990)
- 1990 (Shimmy Disc, 1990)
- Artistic Vice (Shimmy Disc, 1991)
- Frankenstein Love live 1992 (Stress Records cassette, 2000)
- Fun (Atlantic, 1994)
- Why Me live en Berlin 1999 (Trikont, 2000)
- Rejected Unknown (Gammon Records/Pickled Egg Records, 2001)
- Fear Yourself, produit par Mark Linkous (Gammon Records, 2003)
- Lost and Found (Sketchbook Records, UK, 2006)
- Is and Always Was (Eternal Yip Eye Music, 2009)
- Beam Me Up! (2010) (avec Beam)
- Space Ducks (2012)

### EP et singles
- Casper The Friendly Ghost (1988)
- The River Of No Return (1991)
- Big Big World recorded 1986 (Seminal Twang, UK, 1991)
- Laurie (Seminal Twang, UK, 1992)
- Happy Time (1994)
- Dream Scream (Pickled Egg Records, 1998)
- Impossible Love (2001)
- Sinning Is Easy (Pickled Egg Records, 2002)
- Mountain Top (Rough Trade, 2003)
- Fish (Sketchbook Records, UK, 2003)

### Collaborations
- avec Jad Fair: It's Spooky (50 Skidillion Watts, 1989; Jagjaguwar, 2001)
- avec Yo La Tengo: Speeding Motorcycle single (1990)
- Danny and the Nightmares (Eternal Yip Eye Music, 1999)
- avec Ron English et Jack Medicine : Hyperjinx Tricycle (Important Records, 2000)
- avec Chris Bultman et Jad Fair (The Lucky Sperms) : Somewhat Humorous (Jagjaguwar, 2001)
- Danny and the Nightmares: Natzi single (2001)
- avec Hyperjinx Tricycle: Long Lost Love single (2002)
- avec Hyperjinx Tricycle: Alien Mind Control 3" CD (Important Records, 2003)
- Danny and the Nightmares: The End Is Near Again (Cool Beans, 2003)
- avec Rule of Thirds: "Rin Tin Soldier" (Eternal Yip Eye Music, 2003)
- Danny and the Nightmares: Freak Brain (Sympathy Records, 2005)
- avec Jack Medicine: The Electric Ghosts (Important Records, 2006)

### Compilation et albums tributes
- The Lost Recordings (Stress Records, 1983) cassette
- The Lost Recordings II (Stress Records, 1983) cassette
- Please Don't Feed The Ego (Eternal Yip Eye Music, 1994)
- Dead Dog's Eyeball par Kathy McCarty (1994)
- The Early Recordings of Daniel Johnston Volume 1 (Dualtone, 2003) - Songs of Pain et More Songs of Pain
- The Late Great Daniel Johnston: Discovered Covered (Gammon Records, 2004) - Tribute
- White Magic: From The Cassette Archives 1979-1989 (Eternal Yip Eye Music, 2004)
- Welcome To My World (Eternal Yip Eye Music, 2006)
- KIM Sings Daniel Johnston  par KIM (1994)[12]